# 堀尾正雄
堀尾 正雄（ほりお まさお、1905年7月20日 - 1996年12月21日）は、日本の化学者、京都大学名誉教授。専門は高分子化学。工学博士（1934年）。大阪府生まれ。
独創的発想により、化学繊維、化学パルプ等、幅広い分野に亘り先駆的研究を推進した。また、大学院制度の確立や研究基盤の充実にも尽力した。

## 略歴
- 1928年（昭和3年） - 京都帝国大学工学部工業化学科卒業
- 1934年6月（昭和9年） - 京都大学工学博士「色素及油ノ光化学的研究」
- 1935年（昭和10年）
  - 京都帝国大学大学院修了
  - 6月：倉敷絹織株式会社入社
- 1938年（昭和13年）
  - 4月 - 倉敷絹織株式会社退社
  - 6月 - 京都帝国大学工学部助教授
- 1941年（昭和16年）4月 - 京都帝国大学工学部繊維化学科教授（繊維化学第二講座）
- 1953年（昭和28年）
  - 4月 - 京都大学評議員（1955年3月まで）
  - 12月 - 京都大学化学研究所所長（1956年12月まで）
- 1957年4月（昭和32年） - 京都大学工学部長（1959年3月まで）
- 1961年4月（昭和36年） - 京都大学工学部高分子化学科教授（高分子化学第二講座）
- 1963年4月（昭和38年） - 京都大学工学部高分子化学科教授（高分子構造講座）
- 1968年4月（昭和43年） - 繊維学会会長
- 1969年（昭和44年）
  - 3月 - 京都大学退官
  - 4月 - 京都大学名誉教授
- 1970年（昭和45年） - 紫綬褒章受章
- 1975年（昭和50年） - 勲二等瑞宝章受章[1]
- 1993年（平成5年） - 文化功労者